# Нур-Одал
Нур-Одал (норв. Nord-Odal) — коммуна в губернии Хедмарк в Норвегии. Административный центр коммуны — город Санн. Официальный язык коммуны — букмол. Население коммуны на 2007 год составляло 5091 чел. Площадь коммуны Нур-Одал — 508,12 км², код-идентификатор — 0418.

## История населения коммуны
Население коммуны за последние 60 лет.